# Luis Calvo Andaluz
Luis Calvo Andaluz (La Carrera (Àvila), 5 de juny de 1898 - Madrid, 29 de novembre de 1991) va ser un escriptor i periodista espanyol, director d' ABC de 1953 a 1962, corresponsal a diferents països, de diaris com el britànic The Observer i a Londres, d' ABC i de La Nación (Argentina). Entre altres va obtenir el Premi Mariano de Cavia el 1950, i el Premi César González-Ruano el 1981 pel seu article sobre Josep Pla.

## Biografia
Llicenciat en la Facultat de Filosofia i Lletres de Madrid, on estudià Lògica amb Julián Besteiro, estètica amb Ovejero i teoria marxista amb Wenceslao Roces Suárez. El seu primer treball com a periodista li dona United Press a Espanya, com a traductor de telegrames. Marxa a Barcelona a treballar en La Vanguardia sota la direcció de Gaziel. El 1926, es va incorporar a la redacció del diari ABC, on Torcuato Luca de Tena y Álvarez-Ossorio li encarrega la crítica teatral d'ABC en substitució de Luis Gabaldón Blanco, les col·laboracions literàries i els suplements dominicals.
Durant la Segona República fou destinat a Londres. Quan va esclatar la guerra civil a Espanya, va tornar a Madrid i fou corresponsal de The Observer. Va tornar novament al Regne Unit, on el 1942 fou arrestat sota l'acusació d'espionatge a favor de l'Alemanya Nazi i internat en un camp a West Ham fins al final de la Segona Guerra Mundial, quan fou deportat a Gibraltar i va tornar a la redacció de ABC a Espanya.
Després d'un breu període com a editorialista, va viatjar a París el 1950 com a corresponsal del diari a la capital francesa i, a l'any següent, es va reincorporar a les pàgines culturals del periòdic per convertir-se entre 1952 i 1954 en sotsdirector del diari. Es converteix finalment en director d' ABC, càrrec directiu que va mantenir durant vuit anys (des de l'1 de gener de 1954 al 4 d'octubre de 1962).
En les dècades dels anys seixanta i setanta va reprendre l'exercici periodístic com enviat especial d'ABC, on va cobrir la guerra del subcontinent indi, el 1965; el cop militar a Grècia, el 1967; la guerra d'Orient Mitjà, el 1967; els conflictes dels països d'Europa de l'Est, el 1968; la guerra de la Indoxina, el 1972; i el cop militar a Xile, el 1973.
Coneix al llarg del temps a destacats personatges, des d'Unamuno a la ballarina «La Argentina», o el poeta Julio Barrenechea Pino, que va ser ambaixador de Xile a Nova Delhi on va viure Luis Calvo.